# Федорчук, Сергей Анатольевич
Сергей Федорчук (укр. Сергій Федорчук; род. 14 марта 1981, Винница) — украинский шахматист, гроссмейстер (2002).
Чемпион Европы среди мальчиков до 14 лет (1995). Неоднократный чемпион и призёр первенств Украины в разных возрастных категориях.
Победитель многих международных турниров, в том числе в 2011 году в Рокетас-де-Маре (Испания), в 2014 году в Юрмале (Латвия), в 2015 году в Вандёвре (Франция), в 2017 году в Мальорке (Испания). В 2012 году стал победителем открытого чемпионата Парижа.
Участник Кубка мира в Ханты-Мансийске (2009), чемпионатов Европы в польской Легнице (2013) и в Минске (2017).
Представляет город Винницу, фактически в последние годы живёт во Франции.
| Графики недоступны из-за технических проблем. См. информацию на Фабрикаторе и на mediawiki.org. |

## Личная жизнь
Жена Камилла, француженка. Есть дочь.